# Dia jezik
Dia jezik (ISO 639-3: dia; ostali nazivi za njega su Alu, Galu, Sinagen i Metru), torricellijski jezik kojim govorioko 1 840 ljudi (2003 SIL) u papuanovogvinejskoj provinciji Sandaun. Podklasificiram je skupini wapei-palei, podskupini wapei.

## Vanjske poveznice
- Ethnologue (14th)
- Ethnologue (15th)
- The Dia Language